# Olga Podczufarowa
Olga Władimirowna Podczufarowa (rus. Ольга Владимировна Подчуфарова; ur. 5 sierpnia 1992 w Moskwie) – rosyjska biathlonistka, brązowa medalistka mistrzostw świata, trzykrotna medalistka mistrzostw świata juniorów.

## Kariera
Pierwsze sukcesy osiągnęła w 2013 roku, zdobywając trzy medale na mistrzostwach świata juniorów w Obertilliach. W biegu pościgowym była najlepsza, w sprincie była druga, a w sztafecie była zajęła trzecie miejsce.
W Pucharze Świata zadebiutowała 9 marca 2013 roku w Soczi, zajmując 58. miejsce w sprincie. Pierwsze punkty zdobyła 14 marca 2013 roku w Chanty-Mansyjsku, gdzie zajęła 30. miejsce w tej samej konkurencji. Na podium zawodów pucharowych pierwszy raz stanęła 14 grudnia 2014 roku w Hochfilzen, gdzie rywalizację w biegu pościgowym ukończyła na trzeciej pozycji. W zawodach tych wyprzedziły ją jedynie Kaisa Mäkäräinen z Finlandii Francuzka Anaïs Bescond. W kolejnych startach jeszcze dwa razy stawała na podium: 20 grudnia 2015 roku w Pokljuce była trzecia w biegu masowym, a 21 stycznia 2016 roku w Anterselvie zwyciężyła w sprincie. Najlepsze wyniki osiągnęła w sezonie 2015/2016, kiedy zajęła 16. miejsce w klasyfikacji generalnej.
Podczas mistrzostw świata w Hochfilzen w 2017 roku wspólnie z Tatjaną Akimową, Aleksandrem Łoginowem i Antonem Szypulinem zdobyła brązowy medal w sztafecie mieszanej. Na tej samej imprezie była też między innymi dziesiąta w sztafecie kobiet, a w biegu indywidualnym zajęła 26. miejsce. Brała też udział w igrzyskach olimpijskich w Soczi w 2014 roku, w swoim jedynym starcie zajmując 49. miejsce w biegu indywidualnym.

## Osiągnięcia

### Zimowe igrzyska olimpijskie
| Rok  | Miejscowość | Konkurencje | Konkurencje | Konkurencje | Konkurencje | Konkurencje | Konkurencje | Konkurencje |
| Rok  | Miejscowość | IN          | SP          | PU          | MS          | RL          | MR          | SR          |
| ---- | ----------- | ----------- | ----------- | ----------- | ----------- | ----------- | ----------- | ----------- |
| 2014 | Soczi       | 49.         | –           | –           | –           | –           | –           | –           |

### Mistrzostwa świata
| Rok  | Miejscowość | Konkurencje | Konkurencje | Konkurencje | Konkurencje | Konkurencje | Konkurencje | Konkurencje |
| Rok  | Miejscowość | IN          | SP          | PU          | MS          | RL          | MR          | SR          |
| ---- | ----------- | ----------- | ----------- | ----------- | ----------- | ----------- | ----------- | ----------- |
| 2015 | Kontiolahti | 49.         | 45.         | 27.         | –           | –           | 10.         | –           |
| 2016 | Oslo        | –           | 65.         | –           | –           | –           | –           | –           |
| 2017 | Hochfilzen  | 26.         | –           | –           | –           | 10.         | 3.          | –           |

### Mistrzostwa świata juniorów
| Rok  | Miejscowość  | Konkurencje | Konkurencje | Konkurencje | Konkurencje | Konkurencje | Konkurencje | Konkurencje |
| Rok  | Miejscowość  | IN          | SP          | PU          | MS          | RL          | MR          | SR          |
| ---- | ------------ | ----------- | ----------- | ----------- | ----------- | ----------- | ----------- | ----------- |
| 2013 | Obertilliach | 12.         | 2.          | 1.          | nd.         | 3.          | nd.         | –           |

### Mistrzostwa Europy
| Rok  | Miejscowość          | Konkurencje | Konkurencje | Konkurencje | Konkurencje | Konkurencje | Konkurencje | Konkurencje |
| Rok  | Miejscowość          | IN          | SP          | PU          | MS          | RL          | MR          | SR          |
| ---- | -------------------- | ----------- | ----------- | ----------- | ----------- | ----------- | ----------- | ----------- |
| 2012 | Osrblie              | –           | 4.          | DNS         | nd.         | –           | nd.         | –           |
| 2014 | Nové Město na Moravě | 10.         | 28.         | 9.          | nd.         | –           | nd.         | –           |

### Puchar Świata

#### Miejsca w klasyfikacji generalnej
| Sezon     | Miejsce |
| --------- | ------- |
| 2012/2013 | 74.     |
| 2013/2014 | 56.     |
| 2014/2015 | 25.     |
| 2015/2016 | 16.     |
| 2016/2017 | 45.     |
| 2017/2018 | 87.     |

#### Miejsca na podium chronologicznie
| Lp. | Dzień       | Rok  | Miejscowość | Konkurencja             | Lokata | Pudła   | Czas biegu | Strata | Zwycięzca        |
| --- | ----------- | ---- | ----------- | ----------------------- | ------ | ------- | ---------- | ------ | ---------------- |
| 1.  | 14 grudnia  | 2014 | Hochfilzen  | Bieg pościgowy na 10 km | 3.     | 1+0+1+0 | 31:34,5    | + 49,7 | Kaisa Mäkäräinen |
| 2.  | 20 grudnia  | 2015 | Pokljuka    | Bieg masowy na 12,5 km  | 3.     | 0+0+0+0 | 35:07,9    | + 27,7 | Kaisa Mäkäräinen |
| 3.  | 21 stycznia | 2016 | Anterselva  | Sprint na 7,5 km        | 1.     | 0+0     | 21:01,9    | –      | –                |

### Puchar IBU

#### Miejsca w klasyfikacji generalnej
| Sezon     | Miejsce |
| --------- | ------- |
| 2012/2013 | 108     |
| 2013/2014 | 5       |

#### Miejsca na podium chronologicznie
| Lp. | Dzień        | Rok  | Miejscowość  | Konkurencja                | Lokata | Pudła   | Czas biegu | Strata | Zwycięzca       |
| --- | ------------ | ---- | ------------ | -------------------------- | ------ | ------- | ---------- | ------ | --------------- |
| 1.  | 29 listopada | 2013 | Beitostølen  | Bieg indywidualny na 15 km | 1.     | 0+1+0+0 | 51:07,7    | –      | –               |
| 2.  | 12 grudnia   | 2013 | Obertilliach | Sprint na 7,5 km           | 2.     | 0+2     | 22:42,0    | +0,3   | Nadine Horchler |
| 3.  | 8 lutego     | 2014 | Osrblie      | Sprint na 7,5 km           | 1.     | 0+0     | 20:41,0    | –      | –               |
| 4.  | 9 lutego     | 2014 | Osrblie      | Bieg pościgowy na 10 km    | 1.     | 0+0+1+0 | 33:08,0    | –      | –               |